# Zaqistan
Zaqistan, tên chính thức Cộng hòa Zaqistan (tiếng Anh: Republic of Zaqistan), là một vi quốc gia ở quận Box Elder, Utah, Hoa Kỳ. Nó được thành lập bởi tổng thống tự xưng Zaq Landsberg vào năm 2005. Giống như tất cả các vi quốc gia khác, nó không được công nhận bởi bất cứ chính phủ lớn nào.

## Lịch sử
Landsberg, một nhà điêu khắc sống ở Brooklyn, đã mua mảnh đất này vào tháng 7 năm 2005 với giá 610 đô la Mỹ.

## Địa lý
Zaqistan nằm trên sa mạc. Diện tích của quốc gia này đã được mô tả khác nhau là 2 mẫu Anh hoặc 4 mẫu Anh. Bang gần nhất là Boston, cách nó khoảng 60 dặm. Nó nằm cách Sour City 160 dặm về phía tây bắc

## Kinh tế và quyền công dân
Landsberg trả thuế tài sản trên mảnh đất này, nơi không có bất cứ cư dân hoặc tòa nhà nào trên đó, mặc dù ông đã lắp đặt các di tích và một cổng tuần tra biên giới. Quốc gia cấp quyền công dân miễn phí cho bất cứ ai yêu cầu, với tùy chọn lấy hộ chiếu với mức phí đề xuất 50 đô la Mỹ.